# Kicska László
Kicska László (Budapest, 1966. január 31. –) magyar basszusgitáros. Keresztes Ildikó énekesnő volt férje.

## Pályafutása
A budapesti Berzsenyi Dániel Gimnáziumban érettségizett 1984-ben., utána reklám szakközgazdász diplomát szerzett, majd iskolai zenetanárként dolgozott. 
Az 1980-as évek elején a Doppin-G zenekarban, az évtized végén a Rózsaszín Bombázókban basszusgitározott, majd pedig 1991-től az Edda Művek tagja. 2005-ben a Keresztes Ildikó Band nevű zenekarban ő volt a basszusgitáros. 
Volt felesége Keresztes Ildikó, akinek első négy szólólemezén basszusgitározott, egy-egy dal kivételével. Zenei pályája mellett a Subway Stúdió produkciós vezetője, hobbija a kertészkedés. Egy lánya van, Natália Zita (2018).

## Hangszerei
- Warwick Streamer Stage II
- Modulus Graphite Quantum 5
- Ernie Ball Music Man Bongo 5
- Fender Jazz Bass
- PRS Grainger 5
- Ibanez AGB

## Hangosítás
Ampeg SWT-3 erősítő

## Diszkográfia

### Edda Művek
- 1992: Edda Művek 13.
- 1992: Az Edda két arca
- 1993: Elveszett illúziók
- 1994: Lelkünkből
- 1994: Edda Karaoke
- 1994: Sziklaszív
- 1995: Edda Blues
- 1995: Edda 15. születésnap
- 1996: Elvarázsolt Edda-dalok
- 1997: Edda 20.
- 1997: Lírák II.
- 1998: Best Of Edda 1988–1998
- 1999: Fire and Rain
- 1999: Nekem nem kell más
- 2003: Örökség
- 2005: Isten az úton
- 2005: Platina
- 2006: A szerelem hullámhosszán
- 2009: Átok és áldás
- 2012: Inog a világ
- 2015: A sólyom népe
- 2018: Dalok a testnek, dalok a léleknek
- 2021: A hírvivő

### Keresztes Ildikó
- 1999: Nem tudod elvenni a kedvem...
- 2001: Nekem más kell
- 2008: Minden ami szép volt
- 2010: Csak játszom

### Közreműködik
- 1990: Varga Miklós: Otthonról hazafelé